# Дембно (Пільський повіт)
Дембно (пол. Dębno, нім. Dembno, 1939-45: Herreneichen) — село в Польщі, у гміні Лобжениця Пільського повіту Великопольського воєводства.
Населення — 794 особи (2011).
У 1975-1998 роках село належало до Пільського воєводства.

## Демографія
Демографічна структура станом на 31 березня 2011 року:
|          | Загалом | Допрацездатний вік | Працездатний вік | Постпрацездатний вік |
| -------- | ------- | ------------------ | ---------------- | -------------------- |
| Чоловіки | 459     | 75                 | 351              | 33                   |
| Жінки    | 335     | 62                 | 218              | 55                   |
| Разом    | 794     | 137                | 569              | 88                   |